# R.O.S.E. (álbum)
R.O.S.E. es el cuarto álbum de estudio de la cantante y compositora británica Jessie J. Fue lanzado por Republic Records en cuatro EPs, comenzando el 22 de mayo de 2018, y concluyendo el 25 de mayo de 2018, con una parte lanzada cada día. Las cuatro partes lanzadas se titulan R (Realisations), O (Obsessions), S (Sex) y E (Empowerment). Jessie coescribió el álbum y trabajó con los productores DJ Camper y Kuk Harrell. 
Las canciones «Real Deal», «Think About That», «Not My Ex» y «Queen» fueron lanzadas como sencillos del álbum antes del lanzamiento oficial del mismo. La versión física del álbum solo se encuentra disponible como versión limitada en Reino Unido y China.

## Antecedentes
A mediados de 2016, la intérprete confirmó en varias entrevista que no tenía pensado lanzar nueva música en algún tiempo, argumentando que aún estaba promocionando su último trabajo discográfico Sweet Talker, su sencillo más reciente Flashlight y su papel en la nueva película de Ice Age, Ice Age: El gran cataclismo.
El 12 de septiembre de 2017, la cantante reveló en sus redes sociales su nuevo proyecto, publicando varias palabras que conforman el título R.O.S.E.. Además, publicó un vídeo proporcional en su página web y en su canal de YouTube en el que Jessie revela el nombre del álbum y su inspiración para componerlo.

## Título
El título R.O.S.E. es un acrónimo de cuatro palabras que hacen referencia a todas las situaciones en las que la cantante ha esta envuelta durante los últimos tres años. Las cuatro palabras son (en inglés): Realisations, Obssesions, Sex, Empowerment.
Las canciones que compondrán el álbum representarán las cuatro palabras del título, habiendo al menos una canción para cada palabra.

## Promoción

### Sencillos
El primer single del álbum se titula Think About That y se lanzó el 15 de septiembre de 2017. La canción representa la primera palabra del título, realización. El 6 de octubre se lanzó una segunda canción, Not My Ex, la cual trata sobre obsesiones y representa la segunda letra del título. El primer sencillo oficial del álbum, y representante de la tercera letra del título, Queen, se lanzó el 16 de noviembre de 2017.

### Presentaciones en vivo
Días después de anunciar su nuevo proyecto, la artista anunció en sus redes sociales que saldría de gira por diversas ciudades de América, Inglaterra y por algunos países de Europa. El 30 de agosto de 2018 comenzó su gira "R.O.S.E Tour" en Wuhan, China.

## Lista de canciones
Realisations
| R.O.S.E. (Realisations) |                    |                                        |             |          |  |
| N.º                     | Título             | Escritor(es)                           | Producer(s) | Duración |  |
| 1.                      | «Oh Lord»          | Jessica Ellen Cornish                  | DJ Camper   | 1:37     |  |
| 2.                      | «Think About That» | Jessica Ellen Cornish, Thaddis Harrell | DJ Camper   | 3:13     |  |
| 3.                      | «Dopamine»         | Jessica Ellen Cornish                  | DJ Camper   | 3:17     |  |
| 4.                      | «Easy on Me»       | Jessica Ellen Cornish                  | DJ Camper   | 4:59     |  |

Obsessions
| R.O.S.E. (Obsessions) |                    |                                         |           |          |  |
| N.º                   | Título             | Escritor(es)                            | Producer  | Duración |  |
| 5.                    | «Real Deal»        | Cornish, Harrell, Jonathan Veliotes Jr. | DJ Camper | 4:15     |  |
| 6.                    | «Petty»            | Jessica Ellen Cornish                   | DJ Camper | 3:02     |  |
| 7.                    | «Not My Ex»        | Cornish, Frank "Nitty" Brim             | DJ Camper | 3:30     |  |
| 8.                    | «Four Letter Word» | Jessica Ellen Cornish                   | DJ Camper | 4:16     |  |

Sex
| R.O.S.E. (Sex) |                   |                                                      |           |          |  |
| N.º            | Título            | Escritor(es)                                         | Producer  | Duración |  |
| 9.             | «Queen»           | Jessica Ellen Cornish                                | DJ Camper | 3:24     |  |
| 10.            | «One Night Lover» | Jessica Ellen Cornish                                | DJ Camper | 4:04     |  |
| 11.            | «Dangerous»       | Jessica Ellen Cornish                                | DJ Camper | 4:00     |  |
| 12.            | «Play»            | Jerry Fuller, David Foster, Cheryl Lynn, David Paich | Hitmaka   | 3:07     |  |

Empowerment
| R.O.S.E. (Empowerment) |                     |                       |           |          |  |
| N.º                    | Título              | Escritor(es)          | Producer  | Duración |  |
| 13.                    | «Glory»             | Jessica Ellen Cornish | DJ Camper | 3:28     |  |
| 14.                    | «Rose Challenge»    | Jessica Ellen Cornish | DJ Camper | 0:55     |  |
| 15.                    | «Someone's Lady»    | Jessica Ellen Cornish | DJ Camper | 4:28     |  |
| 16.                    | «I Believe in Love» | Jessica Ellen Cornish | DJ Camper | 3:49     |  |